# 新垣平
新垣平（？—前163年），趙國人，西漢人物，善於望气之術，因假造祥瑞欺騙漢文帝，被滅族。

## 生平
新垣平建議漢文帝设立渭阳五庙，之后被提拔为上大夫，並被皇帝獎賞千金。漢文帝十七年，新垣平得玉杯，刻字“人主延寿”。于是漢文帝始更为元年（后元），更改服色，稱漢朝為土德，下令天下大酺。有人告发新垣平所说的云气和神灵的祥瑞之事都是詐騙，欺君，于是丞相張蒼、廷尉張釋之辦理新垣平欺君之罪，被依照謀反處置，最後新垣平被夷三族。

## 后事
新垣平案之后，汉文帝对如历法、服色、祭祀等事都不再感兴趣。渭阳、长门祭祀五帝的事情都由祀官管理，按时举行祭祀，文帝就不去了。